# حزب تقدم
حزب تقدم هو حزب سياسي عراقي تابع لرئيس مجلس النواب السابق محمد الحلبوسي. وأول اجازة تأسيس حزب رسمية يحصل عليها «حزب تقدم» في محافظة الأنبار التابع لمحمد الحلبوسي.
== التاريخ == تم تأسيس الحزب في عام 2019 من قبل  محمد ألبوسي ، الحالي [[قائمة المتحدثين بمجلس الممثلين [العراق]] ، ALI ، السياسي ياهيا المحمد. aluveraق؟ | url = https: //www.aljazeera.net/news/politics/2021/9/29/ mn-iTnaAفS-ف-AntخaBAAT- 